# Iphiaulax jucundus
Iphiaulax jucundus är en stekelart som beskrevs av Cameron 1887. Iphiaulax jucundus ingår i släktet Iphiaulax och familjen bracksteklar. Inga underarter finns listade i Catalogue of Life.